# Agencja Nieruchomości Rolnych
Agencja Nieruchomości Rolnych – agencja państwowa utworzona w lipcu 2003 w miejsce Agencji Własności Rolnej Skarbu Państwa, istniejąca do 1 września 2017. ANR była państwową osobą prawną z siedzibą w Warszawie.

## Podstawy działania
1 stycznia 1992 została powołana Agencja Własności Rolnej Skarbu Państwa (po zmianie nazwy w 2003 – Agencja Nieruchomości Rolnych), której zadaniem było przejęcie państwowych gruntów rolnych i gospodarowanie zasobami na zasadach określonych w ustawie z dnia 19 października 1991 roku (Dz.U. z 1991 r. nr 107, poz. 464). Przekazany majątek stanowił wydzieloną część mienia Skarbu Państwa, która tworzy Zasób Własności Rolnej Skarbu Państwa. Podstawami działania Agencji Nieruchomości Rolnych były ustawa o gospodarowaniu nieruchomościami rolnymi Skarbu Państwa z 19 października 1991 roku i statut, nadawany przez ministra do spraw rozwoju wsi w drodze rozporządzenia. Ten sam minister sprawował nadzór nad Agencją.
Zgodnie z art. 9 ust. 16 ustawy minister składa Sejmowi roczny raport z działalności ANR. Raport był publikowany na stronach internetowych Sejmu w postaci druku sejmowego.

## Organy

### Prezes ANR
Agencja była kierowana i reprezentowana na zewnątrz przez prezesa. Prezes był powoływany przez Prezesa Rady Ministrów na wniosek ministra właściwego do spraw rozwoju wsi. Prezes ANR kierował jej działalnością za pomocą wiceprezesów, dyrektorów zespołów Biura Prezesa i dyrektorów 11 oddziałów terenowych, reprezentował ją na zewnątrz i ponosił odpowiedzialność za realizację jej zadań.
Prezes ANR powoływał i odwoływał:
- dyrektorów zespołów w Biurze Prezesa,
- głównego księgowego,
- dyrektorów oddziałów terenowych,
- zastępców dyrektorów oddziałów terenowych i głównych księgowych w oddziałach terenowych – na wniosek dyrektorów tych ostatnich.

Prezes ANR także:
- miał możliwość zastrzec rozstrzygnięcie każdej sprawy do swojej wyłącznej decyzji,
- tworzył i znosił filie oddziałów terenowych – na wniosek dyrektorów tych ostatnich,
- miał możliwość powierzenia w formie pisemnej prowadzenia każdej sprawy należącej do zakresu działania jednego oddziału terenowego innemu albo Biuru Prezesa,
- udzielał pełnomocnictw dyrektorom oddziałów terenowych do dokonywania wszelkich czynności prawnych[3],
- zawierał z Dyrektorem Generalnym Lasów Państwowych umowy o nieodpłatnym przekazaniu wydzielonych geodezyjnie lasów i gruntów nadających się do zalesienia.

Prezesami ANR byli kolejno:
- 16 lipca 2003 – 30 czerwca 2005: Zdzisław Siewierski (wcześniej od 6 marca 2003 prezes AWRSP);
- 1 lipca 2005 – 14 lipca 2005: p.o. Karol Gębka;
- 15 lipca 2005 – 26 września 2006: Stanisław Kowalczyk;
- 26 września 2006 – 25 października 2006: p.o. Wacław Klukowski;
- 25 października 2006 – 24 października 2007: Wacław Szarliński;
- 25 października 2007 – 22 stycznia 2008: Grzegorz Pięta;
- 23 stycznia 2008 – październik 2008: Wojciech Kuźmiński;
- 10 października 2008 – 5 grudnia 2011: Tomasz Nawrocki;
- 5 grudnia 2011 – 15 lutego 2012: p.o. Sławomir Pietrzak;
- 15 lutego 2012 – 20 listopada 2015: Leszek Świętochowski[4];
- od 14 stycznia 2016 do 13 czerwca 2017: Waldemar Humięcki[5][6] (od 20 listopada 2015 do 14 stycznia 2016 jako p.o.).
- od 14 czerwca 2017 do 31 sierpnia 2017: Irena Maria Błaszczyk

Kierownictwo
- Irena Maria Błaszczyk – prezes od 14 czerwca 2017 do 31 sierpnia 2017
- Hanna Myjak – wiceprezes od 2 lutego 2016 do 31 sierpnia 2017
- Andrzej Sutkowski – wiceprezes od 7 września 2016 do 31 sierpnia 2017
- Witold Strobel – wiceprezes od 12 kwietnia 2017 do 31 sierpnia 2017

## Zadania
ANR nie posiadała własnych zadań. Realizowała zadania wynikające z polityki państwa. ANR zajmowała się:
- tworzeniem i poprawą struktury obszarowej gospodarstw rodzinnych,
- wykonywaniem prawa własności i innych praw rzeczowych w stosunku do nieruchomości rolnych Skarbu Państwa – w imieniu i na rzecz Skarbu Państwa, w szczególności są to:
  - obrót tymi nieruchomościami,
  - restrukturyzacja w stosunku do tych nieruchomości,
  - racjonalne wykorzystanie tych nieruchomości,
  - administrowanie tymi nieruchomościami,
  - sprzedawanie tych nieruchomości za zgodą prezesa.

## Od 1 września 2017 roku
Na podstawie ustawy z dnia 10 lutego 2017 r. o Krajowym Ośrodku Wsparcia Rolnictwa i ustawy – Przepisy wprowadzające ustawę o Krajowym Ośrodku Wsparcia Rolnictwa Agencja 1 września 2017 roku została połączona z Agencją Rynku Rolnego i przekształcona w Krajowy Ośrodek Wsparcia Rolnictwa.